# Duloe
Duloe is een civil parish in het Engelse graafschap Cornwall. In 2001 telde het dorp 660 inwoners.